# Laura van der Heijden
Laura van der Heijden (Amersfoort, Hollandia, 1990. június 26. –) világbajnok holland válogatott kézilabdázó, jobbátlövő, a francia Chambray Touraine játékosa.

## Pályafutása

### Klubcsapatokban
Van der Heijden hatévesen kezdett kézilabdázni az LHV Leusden csapatában, közel szülővárosához, Amersfoorthoz. 2005-ben szerződött a Venus Nieuwegein csapatához, ahol négy szezont játszott végig. 2007-ben a csapat feljutott a holland bajnokság első osztályába. 2006-ban van der Heijden négy évre kapott képzést a Papendal Kézilabda Akadémián, ahol szintén az első osztályban játszott. 2009-ben a VOC Amsterdam csapatában folytatta pályafutását, a szezon végén pedig a csapattal holland bajnok és egyben kupagyőztes is lett. Van der Heijdent a szezon végén megválasztották az év jobbátlövőjének Hollandiában.
A játékos 2010-ben a német Bundesligában szereplő VfL Oldenburg csapatába igazolt, ahol négy szezont játszott végig. A csapat a 2010–11-es szezonban az EHF-kupában egészen az elődöntőig jutott. A következő szezonban az Oldenburgot egy évre eltiltották a nemzetközi szerepléstől, de így sem volt ez a csapat számára egy sikertelen szezon: az év végén elhódították a Német Kupát. A következő szezonban (2012–2013) a bajnokság gólkirálya lett.
Van der Heijden a 2014 nyarán a dán első osztályban játszó Team Esbjerg csapatába igazolt. A csapat az első helyen végzett az alapszakaszban, ám a bajnoki döntőben az FC Midtjylland Håndbold-tól 23–22-es vereséget szenvedtek, így csak az EHF-kupában indulhattak. Augusztusban azonban az Esbjerg visszavágott a Midtjyllandnak a Szuperkupa döntőjében.
Az Esbjerg a 2016–17-es bajnokság döntőjének első fordulójában három góllal (20–17) kikaptak a Midtjyllandtól, ám hazai pályán felülmúlták őket szintén 20–17-re. A büntetőpárbajban van der Heijden szerezte az Esbjergnek az első gólt, annak végén pedig a csapat büntetőkkel legyőzte a Midtjyllandot. Az Esbjerg csapata történelme során megszerezte az első bajnoki címét, és a Midtjyllanddal együtt a Bajnokok Ligája főtáblájára kerültek.
Van der Heijden a BL-ben az első két meccsen 20 gólt szerzett az Esbjergnek, és októberben őt választották meg a hónap európai balkezesének. Decemberben az év holland női kézilabdázója gálán is őt választották meg az év holland női kézilabdázójának.
2017 nyarától van der Heijden a Ferencváros csapatában folytatta pályafutását.
Egy idényt követően távozott a zöld-fehérektől, akikkel a kupában és a bajnokságban is ezüstérmet szerzett, és a német Bietigheim játékosa lett.
A 2020-2021-es szezontól kezdve a Siófok KC játékosa volt, azonban három hónap elteltével közös megegyezéssel szerződést bontott a csapattal és a Borussia Dortmundban folytatta pályafutását.

### A válogatottban
Van der Heijden 2007. október 16-án debütált egy Japán elleni 32–29-re megnyert mérkőzésen. 2010-ben játszott a norvégiai Európa-bajnokságon, ahol a 8. helyet szerezte meg a válogatott. Egy évvel később, a brazíliai világbajnokság holland keretébe is bekerült, a vb-n a 15. helyen végeztek.
Van der Heijden a 2012. évi nyári olimpia selejtezőtornáján játszó keretbe is bekerült, ám a válogatottnak nem volt elég a továbbjutáshoz a második hely a csoportban, így nem vehettek részt a játékokon.
Meghívást kapott a 2013-as világbajnokság holland keretébe is. A tornán a 13. helyet szerezte meg a válogatott. Egy évvel később, az Európa-bajnokságon is részt vett, ahol már jobb eredményt értek el az előzőkhöz képest: Dániának a középdöntőben rosszabb volt a gólkülönbsége, mint Hollandiának, így a narancssárgák a 7. helyen végeztek.
A 2015-ös női kézilabda-világbajnokságon egészen a döntőig eljutott a válogatott, ahol azonban Norvégia felülmúlta őket 31–23 arányban. Hollandia történelmi sikert aratott, és az ezüstérmet szerezte meg. A válogatott nem jutott ki közvetlenül a 2016. évi riói olimpiára, így selejtezőtornán kellett részt venniük. Hollandia válogatottja felülmúlta mindhárom csoportbeli ellenfelét, és kvalifikálta magát az olimpiai játékokra. Van der Heijden oda is meghívást kapott, a válogatott pedig a negyedik helyet szerezte meg, a bronzmérkőzésen Norvégia győzte le őket 36–23-ra.
Van der Heijden a 2016-os Eb-n is részt vett, ahol a válogatott ezüstérmes lett, ismét a norvég válogatott múlta fel őket.
2017-ben a világbajnokságon, majd egy év múlva az Európa-bajnokságon is bronzérmet nyert a válogatottal. 2019-ben világbajnoki címet nyert a nemzeti csapattal, a Japánban rendezett torna döntőjében Spanyolországot győzték le 30–29-re.

## Sikerei, díjai

### Klubcsapatban

#### VOC Amsterdam
- Holland bajnokság
  -  Arany: 2010

#### Team Esbjerg
- Dán bajnokság
  -  Arany: 2016

#### VfL Oldenburg
- Német kupa
  -  Arany: 2012